# Clusia minor
Clusia minor  es una especie  de planta con flor en la familia Clusiaceae. Es originaria de Centroamérica y Venezuela.

## Descripción
Es un arbusto o árbol que alcanza hasta los 10 m de altura; tiene ramitas algo angulosas; las hojas obovadas, cartilaginosas, de 5-10 cm de largo, de obtusas a redondeadas en el ápice; base cuneada; con peciolo delgado de 1-2 cm; nervio medio delgado, prominente en el envés, los laterales poco prominentes; las inflorescencias paucifloras; con pedicelos de 2-5 mm; 4 sépalos de 6-7 mm; 4-5 pétalos blancos o rosados; el fruto subgloboso u obovoide de 1.5-2 cm de longitud.

## Distribución y hábitat
Esta especie crece típicamente en lugares húmedos de bosques semicaducos en suelos no cársicos, pero es posible encontrarla en mogotes.

## Taxonomía
Clusia minor fue descrita por Carlos Linneo y publicado en Species Plantarum 1: 510. 1753.
Etimología
Clusia: nombre genérico otorgado en honor del botánico Carolus Clusius.
minor: epíteto latíno que significa "menor, pequeña",
Sinonimia
- Clusia galactodendron Desvaux
- Clusia odorata Seem.
- Clusia parvicapsula Vesque
- Clusia parviflora Humb. & Bonpl. ex Willd.
- Clusia pratensis Seem.
- Clusia utilis S.F.Blake
- Clusia venosa Jacq.[2]
- Firkea venosa (L.) Raf.
- Clusia cartilaginea Vesque
- Clusia couleti Duchass. ex Planch. & Triana

## Nombre común
Castellano: copeicillo.

## Propiedades
En esta y otras especies incluidas en el genero, se han encontrado acciones farmacológicas como: actividad antimicrobiana de amplio espectro frente a una gran diversidad de bacterias, actividad quimiopreventiva del cáncer, actividad antioxidante, actividad antinflamatoria, actividad antihepatotóxica y acción inhibitoria del Virus de Inmunodeficiencia Humana. Por ende su composición química se ha estudiado ampliamente. 